# Jean Michel Prosper Guérin

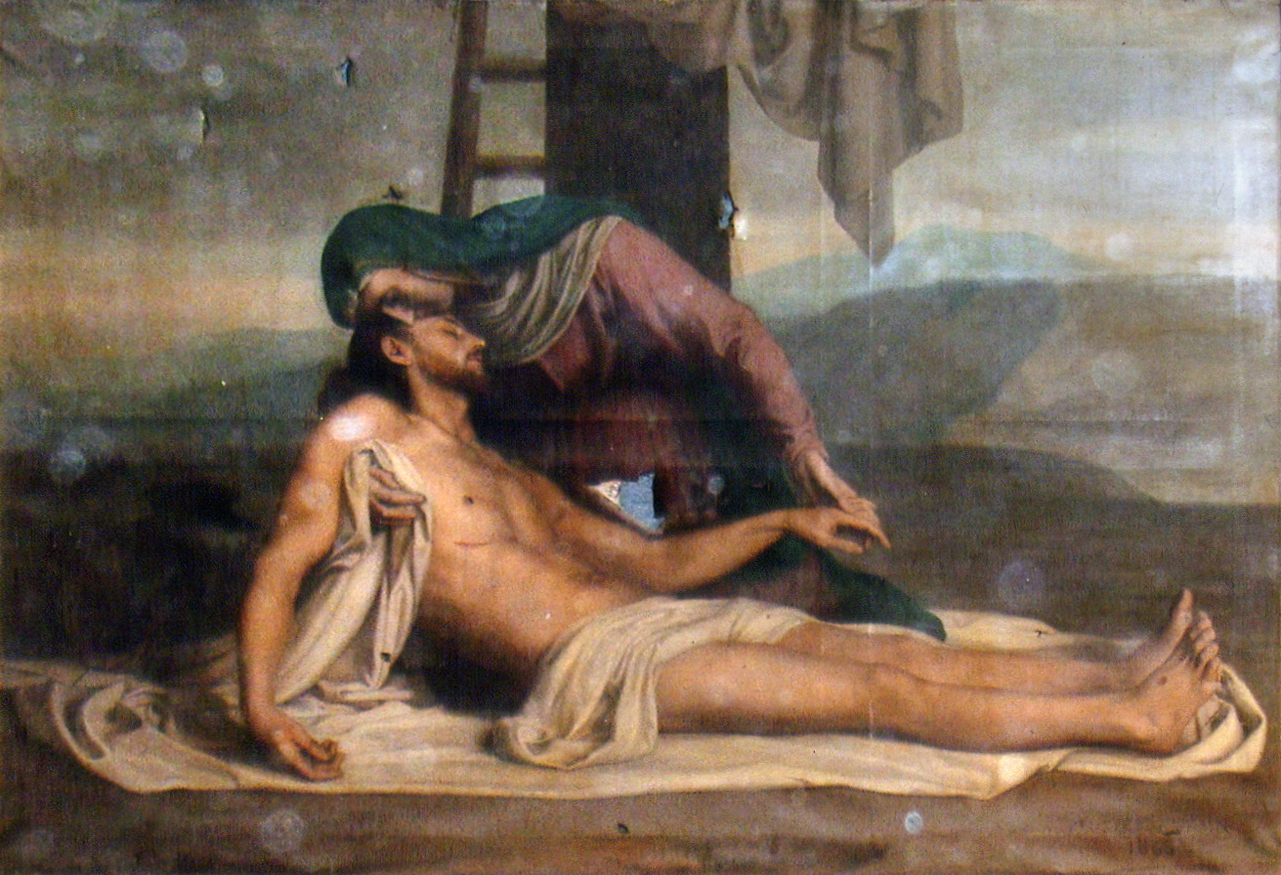
La Pieta, 1868

Jean Michel Prosper Guérin (* 23. März 1838 in Paris; † 1. April 1921 ebenda) war ein französischer Maler des Realismus. 

## Leben
Jean Michel Prosper Guérin studierte an der Académie des Beaux-Arts unter Hippolyte Flandrin in Paris. Sein Sohn, Charles-François-Prosper Guérin (1875–1939), war ebenfalls Maler.